# Плат Вероники

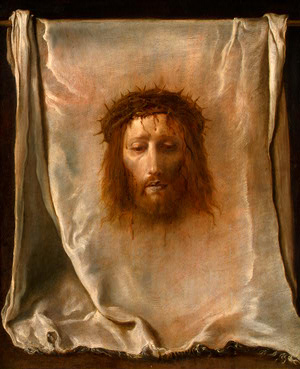
Плат Вероники, работы Доменико Фетти, 1620

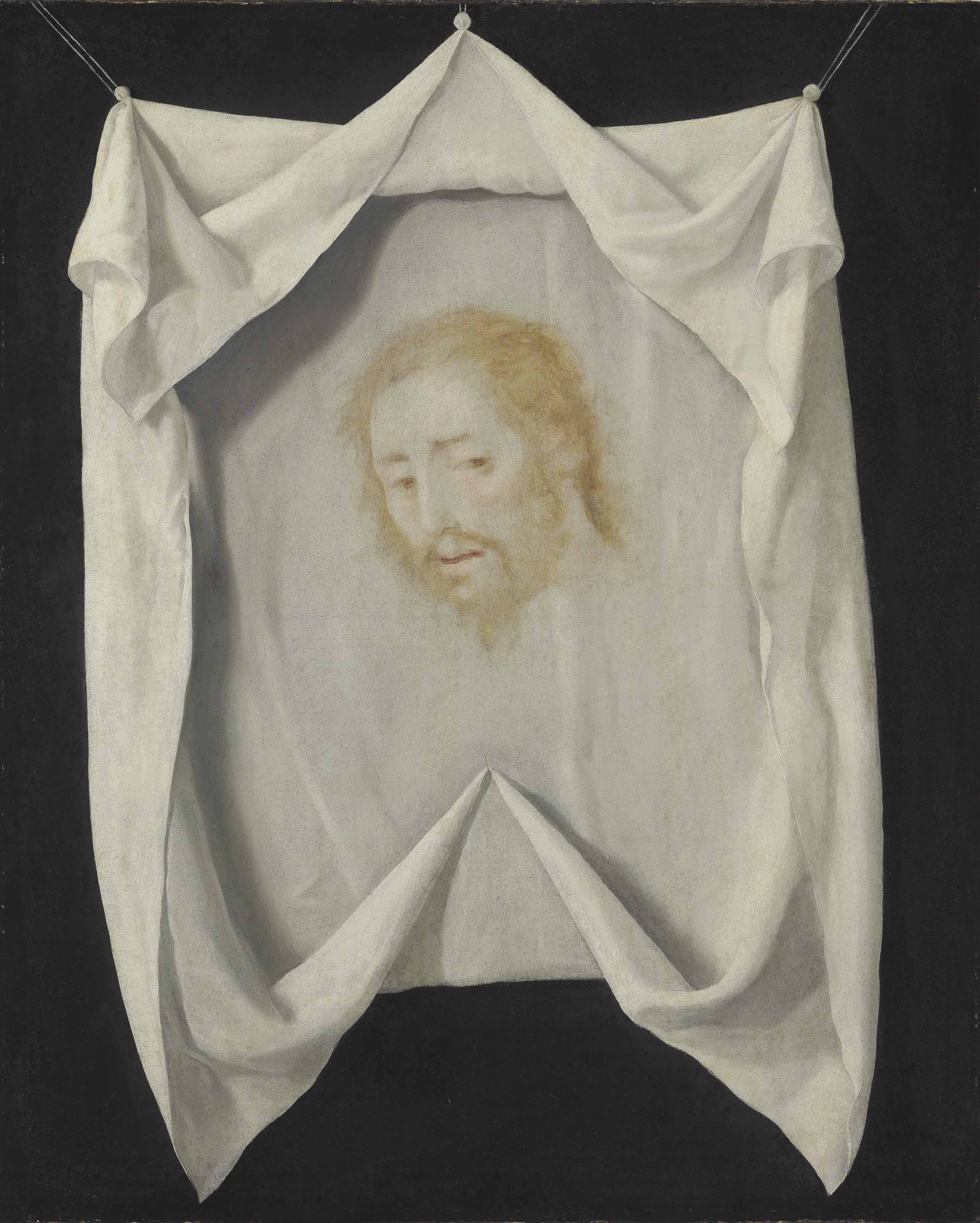
Плат Вероники, кисти Франсиско де Сурбарана (1630 - ca.1635).

Плат Вероники (Вуаль Вероники) — в христианстве нерукотворное изображение Иисуса Христа, которое, по преданию, появилось на платке, который святая Вероника подала Иисусу Христу, когда Он нёс свой крест на Голгофу.

## Реликвии
По разным источникам, версия возникновения изображения возникла в период от XIII до XV в. в среде францисканских монахов. Благочестивая еврейка Вероника, сопровождавшая Христа в Его крестном пути на Голгофу, подала Ему льняной платок, чтобы Христос мог отереть с лица кровь и пот. Лик Иисуса запечатлелся на платке.
Предположительно, имя Вероники при упоминании Нерукотворного образа возникло как искажение латинского выражения vera icon (истинный образ).
В западной иконографии отличительная особенность изображений Плата Вероники — терновый венец на голове Спасителя.
В честь Плата Вероники в своё время называлось ныне отменённое созвездие.
Сохранились реликвии, подлинность которых церковь считает возможной.
1. Одна из реликвий, именуемых «плат Вероники» хранится в соборе Святого Петра в Риме. Это тонкая ткань, в которой на просвет видно изображение Лика Иисуса Христа. Ватикан называет Плат Вероники самой ценной реликвией христианства, которая хранится в базилике Святого Петра. В 1628 году Папа Урбан VIII издал запрет на публичный показ плата, и с тех пор плат Вероники вынимается из колонны на всеобщее обозрение единственный раз в году — в пятую воскресную вечерю Великого Поста, — но время показа ограничено, и она показывается с высокой лоджии Столпа Святой Вероники. Приблизиться к реликвии разрешается лишь каноникам базилики Святого Петра.
2. Другая реликвия — плат из Маноппелло, хранится в базилике рядом с этим городом в провинции Абруццо. Немецкий священник-иезуит, преподаватель искусства Григорианского университета в Риме Франк Генрих Фейфер, изучая плат, пришел к выводу, что он обладает необычными, можно сказать, сверхъестественными свойствами. Вуаль представляет собой небольшой кусок ткани размером 6,7 на 9,4 дюйма (примерно 17 на 24 см). Она почти прозрачная, красновато-коричневого цвета, на ней запечатлено лицо бородатого мужчины, никаких следов краски на ней нет. В зависимости от наклона лучей солнца, лицо то пропадает, то появляется, что в средние века само по себе считалось чудом. Кроме того, изображение есть с обеих сторон — то и другое абсолютно идентичны друг другу.
Реликвия представляет собой смесь диапозитива и голограммы. На ней читается лицо человека средиземноморской наружности с разбитым лицом и сломанным носом. Такие детали, как тонкая борода и выщипанные брови, выглядят почти как фотография или, по крайней мере, негатив.
При тусклом освещении изображение теряет цвет, отпечатки становятся темнее и черты лица Христа выглядят такими, как у покойника.
Если повернуть изображение против дневного света, оно исчезает, а когда за ним наблюдаешь со стороны алтаря, выражение глаз на лице Иисуса меняется, и он как будто смотрит вбок. Вуаль сделана из  виссона. Многие исследователи склоняются к мнению, что именно этот плат является подлинным, в силу необыкновенного качества изображения, схожего лишь с Туринской плащаницей.
3. Ещё одна реликвия, — прямоугольный кусок полотна из льняного батиста. На полотне сохранились пятна крови, и запечатлены (иконописно) черты Святого Лика Иисуса Христа. Плат хранится в испанском городе Аликанте в монастыре Святого Лика (El Monasterio de Santa Verónica/ de Santa Faz), который находится в 5 км от города, у шоссе, в сторону Валенсии. Монастырь был построен в 1766 году. Здесь же находится крепостная башня XVI века. Каждый год в мае, более 50 000 паломников с посохами, украшенными веточками розмарина, приходят в монастырь на праздник Святого Лика (Santa Faz) воздать почести полотну со Святым Ликом Иисуса Христа, привезённым в 1489 г. в Аликанте из Рима.

## Подобные изображения
В канонических Евангелиях прямо не описано появление ни одного из изображений. В неканонических источниках, кроме плата Святой Вероники, названы ещё два нерукотворных образа Иисуса Христа:

### Лик из Эдессы (Спас Мокрая Брада,Спас Нерукотворный)
Согласно сирийским источникам IV века, нерукотворный образ Христа, позднее называемый Мандилион, был запечатлён для царя Эдессы (Месопотамия, современный г. Шанлыурфа, Турция) Авгаря V Уккамы посланным им художником; Христос умыл лицо, отёр его платом (убрусом), на котором остался отпечаток, и вручил его художнику.
Характерными особенностями Лика из Эдессы является то, что Иисус Христос вытирал полотенцем мокрое после умывания лицо, поэтому Его волосы и борода были мокрыми и разделены на три пряди: две пряди мокрых волос и одна прядь мокрой бороды. Лик из Эдессы называют также Спас Мокрая Брада.
Таким образом, согласно преданию, «Мандилион» стал первой в истории иконой. Льняной плат с изображением Христа долгое время хранился в Эдессе как важнейшее сокровище города. В период иконоборчества на Нерукотворный образ ссылался Иоанн Дамаскин, а в 787 году Седьмой Вселенский собор привёл его как важнейшее свидетельство в пользу иконопочитания. 29 августа 944 года образ выкуплен у Эдессы императором Константином VII Багрянородным и торжественно перенесён в Константинополь, этот день вошёл в церковный календарь как праздник.
Реликвия была похищена из Константинополя во время разграбления города участниками Четвёртого крестового похода в 1204 году и утеряна (по преданию, корабль, перевозивший икону, потерпел крушение).

### Туринская плащаница
На сохранившемся полотне, в которое, по преданию, было завёрнуто снятое с креста тело Господне, и которое сохранил Иосиф Аримафейский, сохранились отпечатки проколов от терновых иголок и пятна крови. Плащаница хранится в Турине (Италия).